# モルガン・シュネデルラン
モルガン・シュネデルラン（Morgan Schneiderlin (フランス語発音: [mɔʁgan ʃnedəʁlin]), 1989年11月8日 - ）は、フランス・バ＝ラン県ツェルヴィラー出身のドイツ系フランス人(アルザス人)元サッカー選手。現役時代のポジションはミッドフィールダー。
シュネデルランはストラスブールでキャリアをスタートし、2008年6月にサウサンプトンに加入した。サウサンプトンではリーグ1からのプレミアリーグ昇格を経験し、2015年7月にマンチェスター・ユナイテッドに2700万ポンドの移籍金で加入することになった。
U-16から各年代表の代表に選出され、2014年にA代表デビューを果たし、同年に開催されたワールドカップのメンバーにも選ばれた。
なお、日本語では「モルガン・シュナイデルラン」、「モルガン・シュナイデルリン」、「モルガン・シュネデラン」などと表記される場合もある。

## クラブ経歴

### ストラスブール
アルザス地域圏のツェルヴィラーで生まれたシュネデルランは友だちと地元のクラブであるSRツェルヴィラーのグラウンドでサッカーをしていたが、5歳の時に家族によって地域の主要クラブの一つであるRCストラスブールのスカウティングセッションに連れられ、その結果、ストラスブールの下部組織に加入することになった。クラブに加入してから10年後の2005年に初めてプロ契約を結び、Bチームでデビューを果たした。2006年にトップチームデビューも果たしたが、2007-08シーズンにチームの降格が決定すると、クラブを離れることになった。

### サウサンプトン

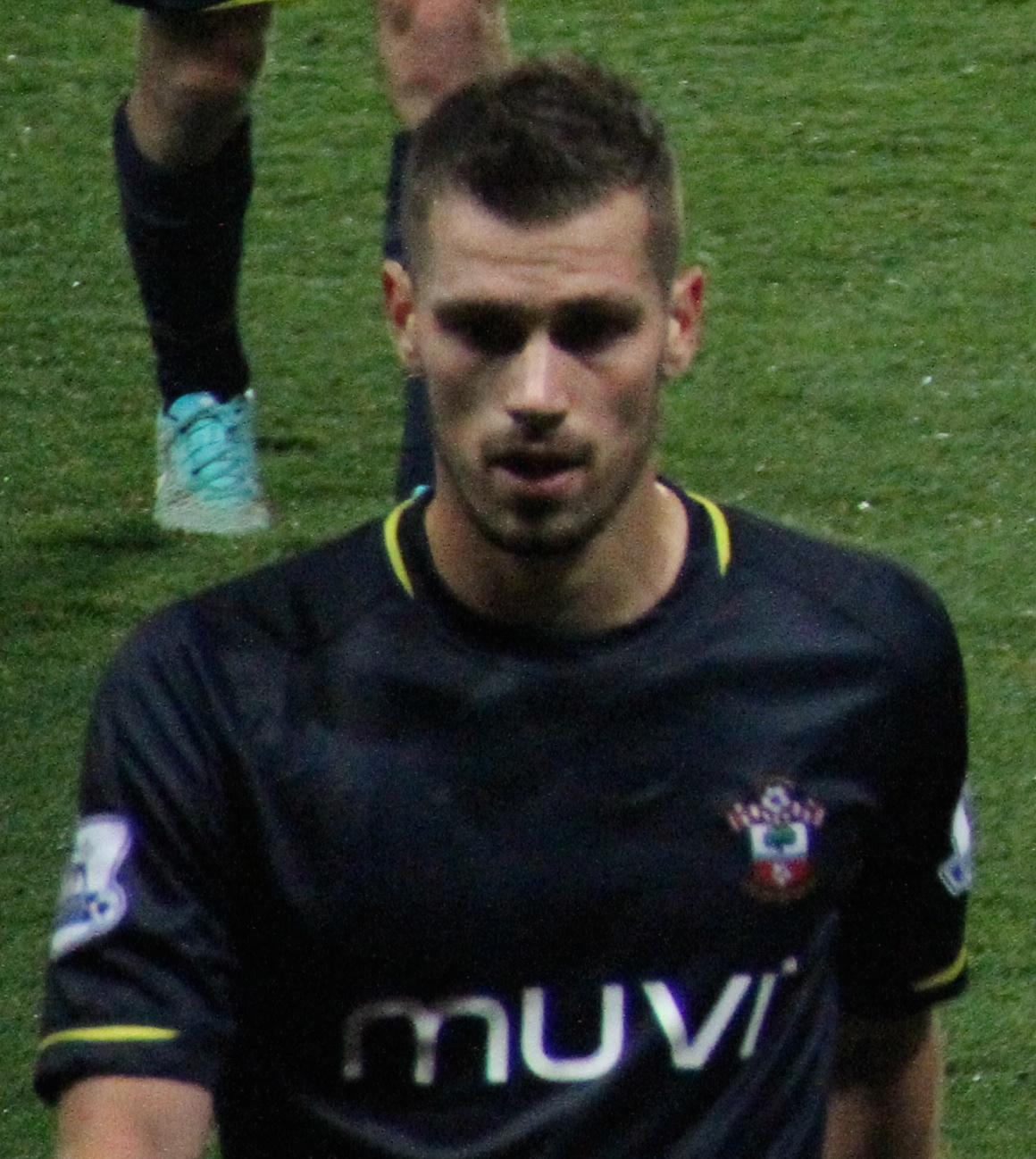
サウサンプトンでプレイするシュネデルラン（2014年）

プレミアリーグに所属していたサウサンプトンのライバルであるポーツマスからもオファーを受けていたが、2008年6月27日に120万ポンドから最大で150万ポンドまで上がる移籍金でサウサンプトンへ移籍が決定し、4年間の契約を結んだ。
2008年8月9日に行われ、1-2で敗れたカーディフ・シティ戦でサウサンプトンでのデビューを飾り、2010年4月13日に行われ、5-1で勝利したブリストル・ローヴァーズ戦で初ゴールを記録した。2011年8月19日にはクラブと新たな契約を結び、2014年の夏までクラブに留まることになった。2011年9月8日に行われたバーンリー戦では途中出場からサウサンプトンでの2ゴール目を記録し、3-0で勝利したノッティンガム・フォレスト戦では35ヤードの距離からゴールを挙げた。
プレミアリーグ昇格後は開幕戦のマンチェスター・シティ戦でフル出場を果たし、2012年9月2日に行われたマンチェスター・ユナイテッド戦ではプレミアリーグ初ゴールを記録し、チームは2-1とリードをしたが、ロビン・ファン・ペルシのハットトリックの活躍もあり、最終的に2-3で敗れた。11月10日に行われ、1-1で引き分けたスウォンジー・シティ戦ではリッキー・ランバートがヘディングで落としたボールを胸トラップによりゲルハート・トレメルをかわし、2ゴール目を記録した。
2013年1月16日にスタンフォード・ブリッジで行われ、2-2で引き分けたチェルシー戦でシュネデルランはキャプテンを務め、2月2日に行われ、2-2で引き分けたウィガン・アスレティック戦でプレミアリーグにおける3ゴール目を記録した。
2013年2月25日には2017年の夏まで契約を延長した。シーズン終了後にはプレミアリーグの選手の中で最も多くのタックル数とインターセプト数、運動量を記録し、イングランドでプレイする守備的な中盤の選手としてベストの一人として認識されるようになり、クラブのファンと選手の投票による最優秀選手にそれぞれ選出された。
2014年8月30日に行われ、3-1で勝利したウェストハム・ユナイテッド戦では2ゴールを挙げ、昨シーズンのゴール数に並ぶと、9月13日に行われたニューカッスル・ユナイテッドで3ゴール目を記録し、チームも4-0で勝利を挙げた。12月28日に行われ、1-1で引き分けたチェルシー戦では残り2分で退場処分となり、2015年4月25日に行われたトッテナム・ホットスパー戦で膝を負傷し、残りのシーズンを欠場することになった。

### マンチェスター・ユナイテッド

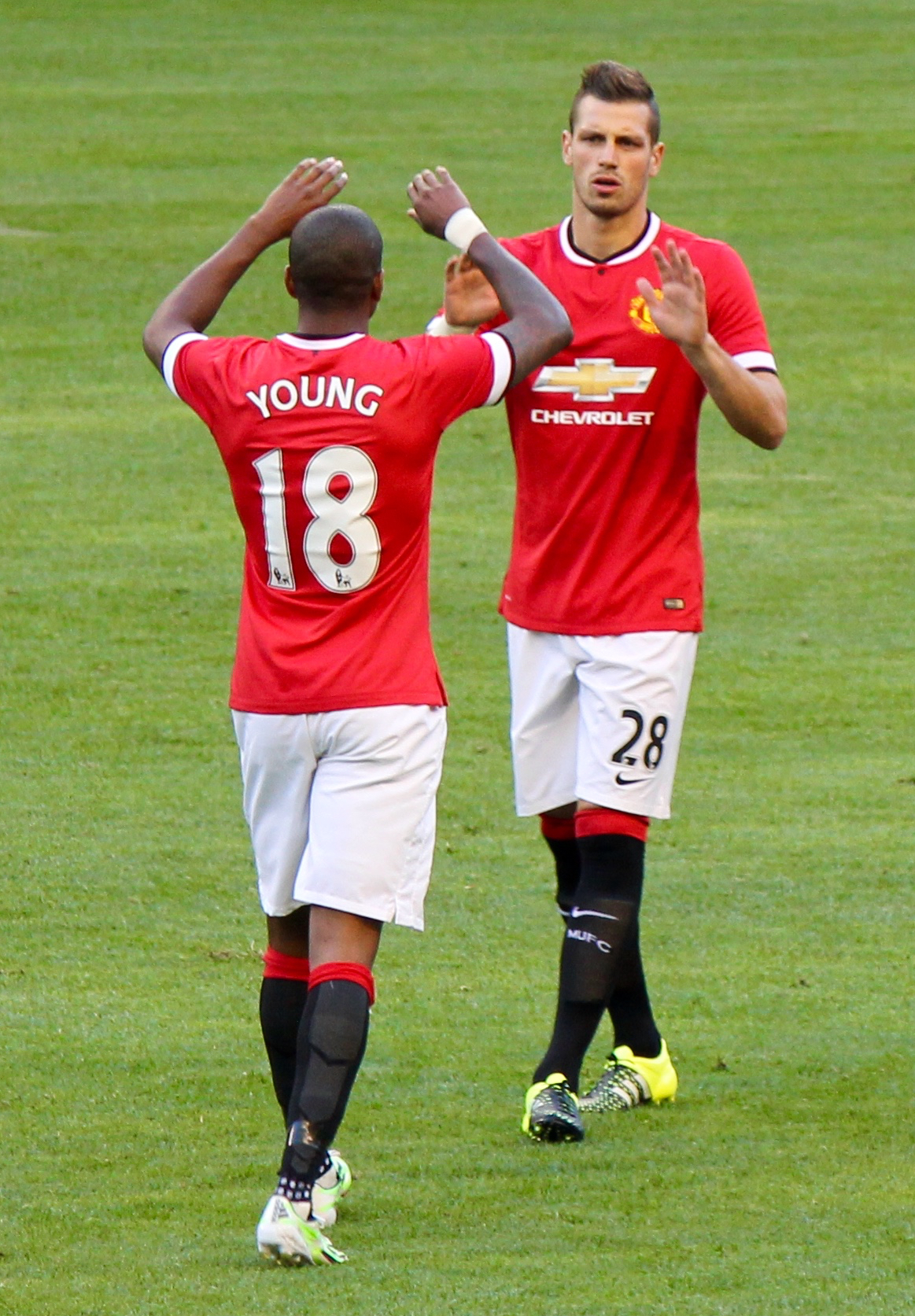
プレシーズンマッチのクラブ・アメリカ戦前のシュネデルラン（右）

2015年7月13日、2400万ポンドから最大2,700万ポンドまで上がる移籍金でマンチェスター・ユナイテッドに移籍し、1年の延長オプションが付いた4年間の契約を結んだ。加入初年度の2015-16シーズンは公式戦42試合に出場したが、2016-17シーズンにモウリーニョ監督が就任すると、出場機会を失った。

### エヴァートン
2017年1月13日、出場機会を求めてエヴァートンFCに移籍した。背番号は2番で、本来はロス・バークリーの着用していた8番を希望していたが、自らの名字のアルファベットの数が12文字であることに因んだ。4月にはユナイテッド時代の恩師であるルイ・ファン・ハールを批判した。2017-18シーズンは30試合に出場した。
2018-19シーズンはイドリッサ・ゲイェとアンドレ・ゴメスのボランチコンビにポジションを奪われ、14試合の出場にとどまった。
2019-20シーズンはゲイェの移籍で開幕戦のクリスタル・パレスFC戦に先発出場するが、イエローカードを2枚もらって退場処分を受けた。

### ニース
2020年6月23日、OGCニースに移籍することが発表された。

### ウェスタン・シドニー・ワンダラーズ
2023年1月28日、ウェスタン・シドニー・ワンダラーズFCにシーズン終了までのレンタルで移籍した。

### コンヤスポル
2023年8月1日にコンヤスポルに加入したが、8月10日に双方合意の下で契約解除し退団した。

### キフィシア
2023年9月30日、AEキフィシアFCに加入した。
2024年8月16日、現役引退を表明した。

## 代表経歴

### ユース
各年代の代表を経験し、U-18代表ではキャプテンを務めた。
2006年3月、シュネデルランはUEFA U-17欧州選手権2007予選に臨むメンバーに選出され、チェコ代表戦でデビューを果たし、その後2試合に出場した。
2009年5月25日、地中海競技大会に出場するU-20代表に選ばれ、4試合中3試合に出場した。翌年に開催されたトゥーロン国際大会のメンバーにも選ばれ、開幕戦のコロンビア代表戦では先制ゴールを挙げ、チームの2-0の勝利に貢献した。
2010年7月、UEFA U-21欧州選手権2011予選のメンバーに選ばれ、エリク・モンバエルツの指揮下でマルタ代表戦に出場した。

### A代表
2013年11月にイギリスのいくつかのメディアはシュネデルランがイングランド代表でプレイする資格を有していると報じたが、イギリスの市民権を取得する前にフランス代表のユース年代のUEFAが主催する試合に出場していたシュナイデルランはFIFAの規則上、フランス代表でプレイする資格しか有していなかった。
2014年5月13日、ディディエ・デシャンはフランク・リベリーとクレマン・グルニエの怪我による代表辞退を受けて、シュネデルランを2014 FIFAワールドカップのメンバーに選出し、6月8日に行われ、8-0で勝利したジャマイカ代表戦でA代表デビューを果たした。
ワールドカップでは決勝トーナメント進出を決めて迎えたグループステージ第3戦のエクアドル代表戦でデシャンが6名の選手を入れ替えたことにより出場機会を得たが、この1試合しか出場機会は与えられなかった。

## 個人成績

### クラブ
2017年5月25日 現在
| クラブ                       | シーズン     | リーグ             | リーグ | リーグ | 国内カップ | 国内カップ | リーグカップ | リーグカップ | UEFA / その他 | UEFA / その他 | 合計 | 合計 |
| クラブ                       | シーズン     | ディヴィジョン     | 出場   | 得点   | 出場       | 得点       | 出場         | 得点         | 出場          | 得点          | 出場 | 得点 |
| ---------------------------- | ------------ | ------------------ | ------ | ------ | ---------- | ---------- | ------------ | ------------ | ------------- | ------------- | ---- | ---- |
| ストラスブールB              | 2005-06      | CFA                | 2      | 0      | 0          | 0          | 0            | 0            | —             | —             | 2    | 0    |
| ストラスブールB              | 2006-07      | CFA                | 22     | 3      | 0          | 0          | 0            | 0            | —             | —             | 22   | 3    |
| ストラスブールB              | 2007-08      | CFA                | 13     | 2      | 0          | 0          | 0            | 0            | —             | —             | 13   | 2    |
| ストラスブールB              | 合計         | 合計               | 37     | 5      | 0          | 0          | 0            | 0            | —             | —             | 37   | 5    |
| ストラスブール               | 2006-07      | リーグ2            | 2      | 0      | 0          | 0          | 0            | 0            | —             | —             | 2    | 0    |
| ストラスブール               | 2007-08      | リーグ1            | 3      | 0      | 0          | 0          | 0            | 0            | —             | —             | 3    | 0    |
| ストラスブール               | 合計         | 合計               | 5      | 0      | 0          | 0          | 0            | 0            | —             | —             | 5    | 0    |
| サウサンプトン               | 2008-09      | チャンピオンシップ | 30     | 0      | 1          | 0          | 2            | 0            | —             | —             | 33   | 0    |
| サウサンプトン               | 2009-10      | リーグ1            | 37     | 1      | 4          | 0          | 2            | 0            | 4             | 0             | 47   | 1    |
| サウサンプトン               | 2010-11      | リーグ1            | 27     | 0      | 2          | 0          | 1            | 0            | 1             | 0             | 31   | 0    |
| サウサンプトン               | 2011-12      | チャンピオンシップ | 42     | 2      | 1          | 0          | 4            | 0            | —             | —             | 47   | 2    |
| サウサンプトン               | 2012-13      | プレミアリーグ     | 36     | 5      | 1          | 0          | 0            | 0            | —             | —             | 37   | 5    |
| サウサンプトン               | 2013-14      | プレミアリーグ     | 33     | 2      | 3          | 0          | 0            | 0            | —             | —             | 36   | 2    |
| サウサンプトン               | 2014-15      | プレミアリーグ     | 25     | 4      | 1          | 1          | 3            | 0            | —             | —             | 29   | 5    |
| サウサンプトン               | 合計         | 合計               | 230    | 14     | 13         | 1          | 11           | 0            | 5             | 0             | 260  | 15   |
| マンチェスター・ユナイテッド | 2015-16      | プレミアリーグ     | 29     | 1      | 3          | 0          | 0            | 0            | 7             | 0             | 39   | 1    |
| マンチェスター・ユナイテッド | 2016-17      | プレミアリーグ     | 3      | 0      | 0          | 0          | 2            | 0            | 3             | 0             | 8    | 0    |
| マンチェスター・ユナイテッド | 合計         | 合計               | 32     | 1      | 3          | 0          | 2            | 0            | 10            | 0             | 47   | 1    |
| エヴァートン                 | 2016-17      | プレミアリーグ     | 14     | 1      | 0          | 0          | 0            | 0            | 0             | 0             | 14   | 1    |
| エヴァートン                 | 合計         | 合計               | 14     | 1      | 0          | 0          | 0            | 0            | 0             | 0             | 14   | 1    |
| キャリア合計                 | キャリア合計 | キャリア合計       | 318    | 21     | 16         | 1          | 14           | 0            | 15            | 0             | 363  | 22   |

1. 1 2   フットボールリーグトロフィーの出場試合数

## 代表歴

### 出場大会
- フランス代表
  - 2014 FIFAワールドカップ

### 試合数
- 国際Aマッチ 15試合 0得点（2014年-2015年）[47]

| フランス代表 | 国際Aマッチ | 国際Aマッチ |
| 年           | 出場        | 得点        |
| ------------ | ----------- | ----------- |
| 2014         | 7           | 0           |
| 2015         | 8           | 0           |
| 通算         | 15          | 0           |

## 獲得タイトル

### クラブ
マンチェスター・ユナイテッド
- FAカップ 2015-16
- FAコミュニティ・シールド 2016

### 個人
- サウサンプトン年間最優秀選手（ファン投票による）：2012-13